# La tienda de la Calle Mayor
La tienda de la calle Mayor (en checo/eslovaco: Obchod na korze) es una película checoslovaca de 1965 dirigida por Ján Kadár y Elmar Klos. Fue producida por Kadár, Klos y Jordan Balurov, M. Broz, Karel Feix, Jaromír Lukás y Frank Daniel. Los protagonistas fueron Jozef Kroner como Tono (Tony) Brtko e Ida Kamińska como la viuda Rozalie Lautmann.
La película, adaptación de la novela de Ladislav Grosman, aborda el drama de la persecución de los judíos en la Eslovaquia fascista durante la Segunda Guerra Mundial. Tono Brtko es nombrado administrador ario de la mercería de la calle mayor de Sabinov, regentada por una viuda judía. La anciana mujer no es consciente de la situación política y Tono tiene demasiados escrúpulos para sacarla del engaño.
Después de su lanzamiento y buena acogida por parte del público y la crítica, el filme fue ganador con el premio Oscar a la mejor película de habla no inglesa de 1965. La actriz Kaminska fue nominada en 1966 para el premio Oscar a la mejor actriz, pero fue ganado por Elizabeth Taylor en Quien teme a Virginia Woolf?. También recibió mención especial del jurado para Ida Kamisnka y Jozef Króner en el Festival de Cannes.
Se trata de la primera de los dos filmes checoslovacos ganadores en los Oscar, posteriormente fue Trenes rigurosamente vigilados.

## Argumento
Durante la Segunda Guerra Mundial, Eslovaquia declara su independencia aunque es controlada por la Alemania Nazi (véase Estado Eslovaco). Un pobre carpintero eslovaco llamado Tony (Tono) Brtko hace finalmente las paces con su cuñado, con el que había peleado tiempo atrás. Y como su cuñado es ahora parte del gobierno antisemita de Eslovaquia, Tony recibe la oportunidad de cambiar su fortuna.
Como los judíos no pueden tener negocios propios, Tony recibe el cargo de administrador ario de un negocio judío, por lo que puede administrar las ganancias como él desee. El negocio que recibe es una tienda de telas y botones ubicada en la calle Mayor de Sabinov que hasta entonces era propiedad de una viuda anciana llamada Rozalie Lautmann. El primer día, Tony descubre que fue timado, ya que le informan que la tienda lleva años arrojando pérdidas y la viuda Lautmann ha sobrevivido gracias a la ayuda económica que los judíos le brindan, sin que ella se dé cuenta. Además, la viuda Lautmann es muy vieja y no conoce la situación política de Eslovaquia, por lo que no está al tanto de la persecución desatada contra los judíos. Tony acuerda en hacerle creer a la viuda Lautmann que es un familiar suyo y que ha venido a ayudarla, con la condición de recibir un salario decente de parte de los judíos de su ciudad.
De esta manera, mientras por una parte, Tony intenta hacerle creer a la viuda Lautmann que nada ha cambiado en el país, al mismo tiempo intenta convencer a su cuñado y a su esposa de que es él en realidad quien lleva las riendas de la tienda.
Finalmente, Tony empieza a sentir aprecio por la viuda, por lo que cuando las autoridades empiezan a arrestar a los judíos para enviarlos a campos de concentración, Tony debe decidir en entregarla o esconderla. La senil viuda Lautmann finalmente se da cuenta de la situación en la que se encuentra y entra en pánico. Tony intenta calmarla y esconderla, pero el desenlace es trágico. Accidentalmente, Tony mata a la anciana. Y al darse cuenta de lo que ha hecho, se suicida.
La película termina con una secuencia de fantasía en la que los ya fallecidos Rozalie y Tony corren y bailan juntos por la plaza del pueblo.

## Reparto
| Actor                               | Papel                                                            | Notas |
| ----------------------------------- | ---------------------------------------------------------------- | --- |
| Jozef Kroner (1924–1998)            | Anton "Tóno" Brtko (Tony)                                        | Carpintero humilde que próximamente se hace cargo de la tienda de botones, propiedad de la Sra. Lautmann.                                                                                               |
| Ida Kamińska (1899–1980)            | Rozália Lautmannová ( Rozalie Lautmann)                          | Viuda judía a cargo de la tienda de botones. Parece ser bastante confusa, pero con un carácter lleno de amabilidad.                                                                                     |
| Hana Slivková (1923–1984)           | Evelína Brtková, esposa de Tono                                  | Al recibir la noticia de que su marido se hará cargo de la tienda de botones, Hana se alegra de la noticia y quiere que Tony se quede con toda su propiedad, motivo por el cual este último la castiga. |
| Martin Hollý Sr. (1904–1965)        | Imrich Kuchár                                                    | Amigo de Tony y de la Sra. Lautmann. Éste es atrapado finalmente por los militares nazis por ser "amigo de los judíos".                                                                                 |
| František Zvarík (1921–2008)        | Markuš Kolkotský, comandante y cuñado de Tóno                    | Recibió un cargo de comandante fascista y siempre tuvo odio por los judíos y por aquellos que no respeten las nuevas leyes.                                                                             |
| Elena Pappová-Zvaríková (1935–1974) | Ružena "Róžika" Kolkotská, esposa de Markuš y hermana de Evelína | No parece estar intrometida en los asuntos de su esposo y tampoco en desacuerdo con las nuevas leyes del país.                                                                                          |
| Adam Matejka (1905–1988)            | Piti-báči (tío Piti)                                             | |
| Martin Gregor (1906–1982)           | Sr. Katz, peluquero                                              | Durante más de cuarenta años el Sr. Katz ejerció su profesión. Luego, deberá de abandonar su trabajo y dejar toda sus propiedades para ir al campo de concentración.                                    |
| František Papp (1930–1983)          | Sr. Andorič                                                      | Es el encargado de dar anuncios al pueblo, pero posteriormente su trabajo va en decadencia cuando los militares fascistas instalan altavoces.                                                           |
| Gita Mišurová (b. 1929)             | Sra. Andoričová, esposa de Andorič                               | |
| Eugen Senaj (1901–1981)             | Sr. Blau, tesorero de la comunidad judía                         | |
| Lujza Grossová (1917–1981)          | Sra. Eliášová, vecina de Rosalía                                 | Es llevada finalmente al campo de concentración pero sin encontrar a su hijo Danko. |
| J. Mittelmann                       | Daniel "Danko" Eliáš, hijo de Eliášová                           | |
| Mikuláš Ladžinský (1923–1987)       | Marian Peter                                                     | |
| Alojz Kramár (1916–1985)            | Balko-báči (tío Balko)                                           | |
| Tibor Vadaš (1908–1987)             | Vendedor de tabaco                                               | |

## Antecedentes
La fama de la producción se debió a la simple casualidad. En Praga fue vista por un crítico de cine inglés, que la llevó después a un festival en Gran Bretaña, comenta Elmar Klos, hijo de uno de los directores: “Fue entonces cuando pudo ser vista por el público y los periodistas británicos y americanos, y fue solo entonces cuando fue nominada a los Oscar”.
El éxito es celebrado todavía tanto por checos como por eslovacos, y precisamente en la ciudad eslovaca de Sabinov se ha preparado todo un programa de celebraciones en recuerdo del premio. En su plaza una estatua del premio Oscar, con un botón en lugar de una espada, conmemora este galardón que puso al municipio en el mapa. La mercería de la señora Lautmann sigue intacta, prácticamente igual a cuando fue rodada la película y posiblemente idéntica a cuando fueron deportados los judíos locales.
De hecho el buen grado de conservación del centro histórico de Sabinov fue el principal motivo por el que fue elegido como escenario de la película, señala el historiador Juraj Vrábel “Cuando vino Juraj Herz, en la práctica el tercer director de la película, se dio cuenta de que el tiempo se había detenido aquí durante los últimos 22 años. Fue él el que impuso la decisión de rodarla aquí”.

## Localización
La película se rodó en la ciudad de Sabinov, en el este de Eslovaquia, y en los estudios de Praga. El arquitecto de la película fue el arquitecto cinematográfico Karel Škvor.

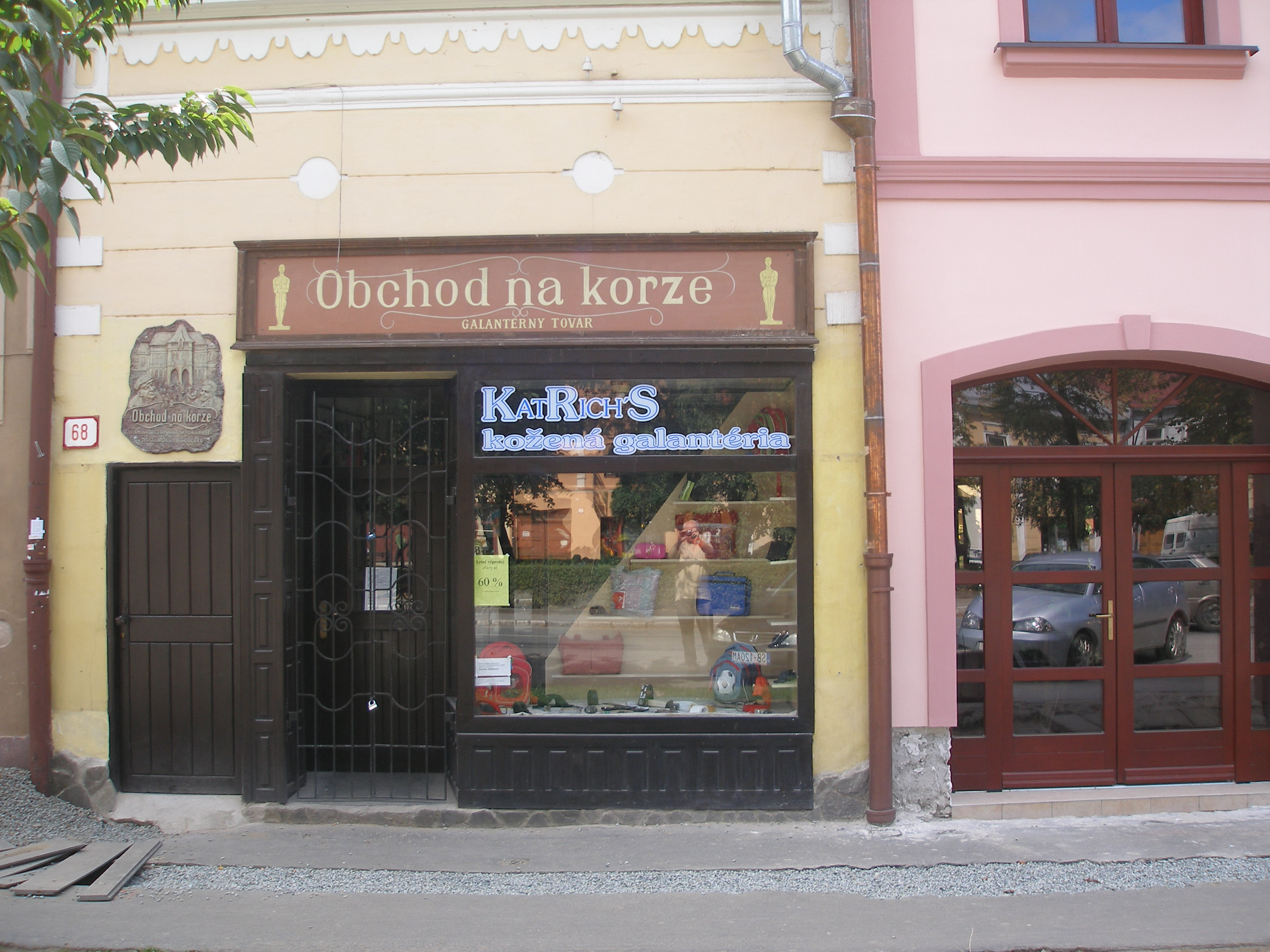
Tienda de la Sra. Lautmann en Sabinov, utilizada para la película. Se puede apreciar el nombre del filme y una placa conmemorativa.

La tienda de la Sra. Lautmann sigue actualmente intacta. Según algunas fuentes, dicha tienda perteneció a  una familia de judíos que fueron enviados al campo de concentración.

## Banda sonora
La partitura fue compuesta por Zdenek Liska. Incorpora música de estilo de banda de música tradicional que hubiera sido común en Checoslovaquia durante la década de 1940. La banda sonora se lanzó registrada en los EE. UU., La primera banda sonora de una película checa en ver un lanzamiento de este tipo. La canción Oyfn Oyvn Zitst A Meydl fue compuesta por Mordechaj Gebirtyk e interpretada por el cantautor polaco Ino Toper.

## Recepción

### Crítica
Los críticos de la época elogiaron la película por su profunda exploración de la psique humana frente a circunstancias extremas. En Rotten Tomatoes, la película tiene un índice de aprobación del 100%, basado en 15 reseñas, con una puntuación media de 9,0/10. "La tienda de la Calle Mayor" fue especialmente elogiada por su capacidad para navegar en el delicado equilibrio entre el humor y la tragedia, utilizando a menudo el humor negro para resaltar lo absurdo de la situación.

### Premios y nominaciones
Premios Oscar
| Categoría                          | Nominado/a                  | Resultado |
| ---------------------------------- | --------------------------- | --------- |
| Mejor película de habla no inglesa | La Tienda en la Calle Mayor | Ganador   |
| Mejor Actriz                       | Ida Kamińska                | Nominada  |

Premios del Círculo de Críticos de Cine de Nueva York
| Categoría                           | Nominado                    | Resultado |
| ----------------------------------- | --------------------------- | --------- |
| Mejor película en lengua extranjera | La tienda en la Calle Mayor | Ganadora  |
| Mejor Director                      | Ján Kadár                   | Nominado  |

Premios Globos de Oro
| Categoría             | Nominado/a   | Resultado |
| --------------------- | ------------ | --------- |
| Mejor Actriz de Drama | Ida Kamińska | Nominada  |

Festival de Cannes
| Categoría          | Nominado/a                  | Resultado |
| ------------------ | --------------------------- | --------- |
| Mención honorífica | Ida Kamińska y Jozef Kroner | Ganadores |
| Palma de oro       | Ján Kadár                   | Nominado  |

David di Donatello
| Categoría    | Nominado/a             | Resultado |
| ------------ | ---------------------- | --------- |
| Plato de Oro | Elmar Klos y Ján Kadár | Ganadores |

Kansas City Film Critics Circle Awards
| Categoría                 | Nominado/a                  | Resultado |
| ------------------------- | --------------------------- | --------- |
| Mejor Película Extranjera | La tienda en la Calle Mayor | Ganadora  |